# Giorgi Diasamidze
Giorgi Diasamidze (in georgiano გიორგი დიასამიძე?; Tbilisi, 8 maggio 1992) è un calciatore georgiano, centrocampista svincolato.

## Palmarès

### Club

#### Competizioni nazionali
- Campionato georgiano: 1

Saburtalo Tbilisi: 2018
- Coppa di Georgia: 1

Saburtalo Tbilisi: 2019
- Campionato bielorusso: 2

Šachcër Salihorsk: 2020, 2021
- Supercoppa di Bielorussia: 1

Šachcër Salihorsk: 2021